# Île Maria
Ne doit pas être confondu avec Îles Maria, Maria (Tuamotu) ou Maria Islands.
L'île Maria est une île montagneuse située dans la mer de Tasman au large de la côte est de la Tasmanie. Baptisée par Abel Tasman en hommage à la femme d'Anthony van Diemen, née Maria van Aelst, elle était autrefois appelée Toarra-Marra-Monah par les aborigènes de Tasmanie.
L'île entière est un parc national. Le parc national de l'île Maria a une superficie totale de 115,5 km2 et comprend une zone maritime de 18,78 km2 au nord-ouest de l'île. L'île mesure environ 20 km de long du nord au sud dans sa partie la plus large et environ 13 km d'ouest en est. À son point le plus proche (Point Lesueur), l'île se trouve à quatre kilomètres au large de la côte est de la Tasmanie.